# Манго Парк
Манго Парк (енгл. Mungo Park; Шкотска, 11. септембар 1771 — 1806) је био шкотски истраживач Африке. Први је Европљанин, који је открио горњи ток Нигера. Погинуо је у експедицији на којој је настојао да нађе где Нигер завршава.

## Детињство и младост
Рођен је у Селкершеру близу Селкерка u Шкотској на фарми, коју је његов отац изнајмљивао. Родио се као седмо од тринаесторо деце. Иако је отац изнајмљивао фарму, био је довољно имућан, тако да је могао да плаћа за Парково добро образовање. Паркови су били калвинисти. Парков отац је умро остављајући иза себе ствари вредности 3.000 фунти. Након школе био је асистент хирургу Томасу Андерсону. За то време упознао је и спријатељио се са Андерсоновим сином Александром и упознао се са Андерсоновом ћерком Алисон, која ће му касније постати жена. Уписао се октобра 1788. на Универзитет у Единбургу, фде је студирао медицину и ботанику. За време студирања слушао је и предавања Џона Вокера из природне историје. Након завршетка студија провео је лето бавећи се ботаничким сакупљањем на шкотским висоравнима заједно са сестриним супругом Џејмсом Дикинсоном. Дикинсон је био ботаничар, који је започео каријеру као вртлар и трговац семеном. Заједно са Јосефом Банксом основао је 1788. Лондонско Линеово друштво. Парк је јануара 1793. завршио медицинско образовање и положио на усменом испитивању на Колеџу хирурга у Лондону. По Банксовој препоруци добио је место помоћника хирурга на једном броду. Брод је у фебруару отпловио за Суматру. Када се вратио Парк је одржао предавање за Линеово друштво у коме је описао осам нових риба са Суматре. Осим тога донео је Банксу разне ретке биљке са Суматре.

## Прво путовање
Парк се 1794. јавио Афричком удружењу, које је тражило ко ће ићи у Африку. Претходни истраживач, који је требало да тражи ток Нигера је умро у Сахари. Јосеф Банкс га је подржао, па је удружење одабрало Парка за експедицију у Африку. Парк је 21. јуна доспео до реке Гамбије и одатле је ишао 200 mi (320 km) узводно до британске трговачке станице Писанија. Заједно са два локална водича кренуо је 2. децембра у непознато. Одабрао је путању, на којој би пресекао базен горњег Сенегала и прошао кроз полупустињско подручје Карта. Путовање је било пуно потешкоћа, а у Лодамару га је маварски поглавица држао четири месеца у затвору. Побегао је 1. јула 1796. сам, без ичега сем коња и џепног компаса. Дошао је 21. јула 1796. до Нигера код Сегуа. Био је први Европљанин, који је дошао до горњег тока Нигера. Следио је 80 mi (130 km) реку Нигер низводно до Силе, па је морао да се врати, јер није имао довољно средстава да настави пут. Када се враћао од 30. јула ишао је више јужније, али ипак настојећи да буде близу Нигера. Дошао је до Бамака. Код Камалије се разболио и седам месеци га је лечио један човек. Дошао је до Писаније 10. јуна 1797. У Шкотску се вратио 22. децембра. У Шкотској су сматрали да је већ мртав. Његов извештај о Нигеру побудио је велико јавно интересовање. Појавила се 1799. књига о његовом путовању, коју је написао Брајан Едвардс према Парковом детаљном опису. Књига се звала Путовања у унутрашњост Африке. Књига је била и остала изузетно популарна.
У августу 1799. оженио се са Алисон Андерсон. Од октобра 1801. једно време је радио као доктор.

## Друго путовање
Најесен 1803. влада га је позвала да предводи другу експедицију до Нигера. Парк је прихватио понуду, али одложио је пут. Део времена је провео учећи арапски. Испловио је 31. јануара 1805. из Портсмута за Гамбију. Био је на челу експедиције, коју је финансирала влада. Александар Андерсон је био други по линији заповедања. У експедицији је био и поручник, 35 војника, 2 морнара, цртач и Џорџ Скот. До Нигера нису дошли све до средине августа. До тада је само 11 Европљана остало живих. Остали су страдали или од грозница или од дизентерије. Од Бамакоа до Сегуа су пловили кануом. Добио је дозволу од локалног владар да сме да настави испод Сегуа, Парк је кренуо да види неиспитани део реке. На путу је умро и Андерсон и Скот. Два кануа су претворили у један велики чамац и кренули су низводно. Имао је тада на располагању водича, три роба и три војника, од којих је један полудио. Једнога водича је послао у Гамбију да пошаље писма за Британију. Манго Парк је одлучио да даље тражи где нестаје Нигер.

## Смрт
Била су то последња писма од Манго Парка. Британска влада је слала Исакоа да оде до Нигера и утврди што се десило. Исако је у Сансадигу нашао водича, који је ишао са Парком. Тај водич је са њим ишао до Јаурија. Причу водича је касније потврдио Хју Клапертон и Ричард Ландер. Манго Парк је превалио 1.000 миља реком. Имао је довољно муниције и намирница и одлучио је да се држи подаље од домородаца. После Тимбуктуа су имали много сусрета и окршаја са домороцима. Међутим пошто је Манго Парк имао ватрено оружје лако је одбијао те нападе. Код Буса брзака недалеко од Јаурија чамац је ударио у стену. На обали су се сакупили домороци, који су их напали са копљима и стрелама. Тај положај нису могли дуго да бране, па су Парк, Мартин и два војника скочили у реку и удавили се. Једини преживели је био један роб, који је испричао целу причу.